# Horst Poganaz
Horst Poganaz (* 3. November 1938 in Gelsenkirchen) ist ein deutscher ehemaliger Fußballspieler, der als Profi für Eintracht Trier und Rot-Weiß Oberhausen aktiv war. Von März 2002 bis Dezember 2014 gehörte er dem Aufsichtsrat des FC Schalke 04 an.

## Werdegang
Der gebürtige Gelsenkirchener Poganaz trat als Zwölfjähriger in den FC Schalke 04 ein. Hier durchlief er die Jugendjahrgänge bis zur A-Jugend, mit der er 1958 westdeutscher Meister wurde. Neben seiner Fußballerlaufbahn machte Poganaz eine Lehre und arbeitete ab 1957 als Maschinenschlosser auf der Zeche Graf Bismarck. In die erste Elf der „Knappen“ wurde der 1,93 Meter große Stürmer nie berufen. 1960 wechselte er zur Eintracht nach Trier, für die er in der Oberliga Südwest antrat. Er debütierte am ersten Rundenspieltag, den 14. August 1960, beim Heimspiel gegen TuS Neuendorf in der Oberliga Südwest. Bei der 1:3-Heimniederlage spielte er im damaligen WM-System auf der Mittelläuferposition und im Angriff agierten Elmar May und Paul Pidancet am rechten Flügel. Für die Elf vom Moselstadion absolvierte der Neuzugang aus Gelsenkirchen in der Saison 1960/61 29 Ligaspiele und die Eintracht belegte den 13. Rang. Auch in seiner zweiten Oberligasaison in Trier, 1961/62, verpasste der im Angriff wie auch in der Defensive einsetzbare Poganaz lediglich ein Spiel. Aber ohne die Tore von May (14) und Pidancet (9), beide wurden nach ihrem Wechsel zu Borussia Neunkirchen mit der Elf vom Ellenfeldstadion Meister in der Oberliga Südwest, stieg die Eintracht als Tabellenvorletzter in die 2. Liga Südwest ab. Sein letztes Oberligaspiel absolvierte er am 1. April 1962 bei der 1:2-Heimniederlage gegen TuS Neuendorf. Nach insgesamt 58 Oberligaeinsätzen für Trier mit vier Toren beendete er seine Spieleraktivität in der Moselstadt und kehrte in den Westen zurück.
1962 schloss Poganaz sich gemeinsam mit seinem ehemaligen Schalker Jugend-Mannschaftskameraden Rolf Lendzian dem West-Oberligisten Rot-Weiß Oberhausen an, bei dem mit Helmut Laszig bereits ein weiterer ehemaliger Schalker unter Vertrag stand. Er erzielte in 18 Spielen zwei Tore, doch das Team verpasste die Qualifikation für die Bundesliga und spielte ab 1963 zweitklassig. Er gehörte in der letzten Saison der alten erstklassigen Fußball-Oberliga, 1962/63, dem RWO-Startteam an, das am 18. August 1962 mit einem 3:1-Erfolg gegen den Titelverteidiger 1. FC Köln vor 22.000 Zuschauern, erfolgreich in die Saison gestartet war. Poganaz war noch ein weiteres Jahr in der Regionalliga West für RWO aktiv, erzielte in 23 Spielen einen weiteren Treffer. Bis 1966 gehörte er zum Kader der „Kleeblätter“, kam jedoch zu keinen weiteren Ligaeinsätzen.
Nebenher absolvierte Poganaz an der Abendschule eine weitere Ausbildung zum Programmierer. 1966 trat er in dieser Funktion in den Dienst der Victoria-Versicherung, wo er anschließend bis 1987 als Leiter des Rechenzentrums arbeitete. Ab 1987 war er Betriebsratsvorsitzender und später stellvertretender Aufsichtsratsvorsitzender der Victoria und von deren Nachfolger Ergo.